# アンモナイト (Plastic Treeのアルバム)
『アンモナイト』は、Plastic Treeの通算11枚目のオリジナルアルバム。2011年4月6日発売。発売元は徳間ジャパンコミュニケーションズ。

## 概要
前作『ドナドナ』から約1年3ヶ月半ぶりのリリース。初回限定盤、通常盤の2タイプ発売。初回限定盤にのみ、DVD「Thirteenth Friday Music Clip」、「月世界旅行〜アジア編〜 オフショット映像」が付属している。通常盤にのみ、「spooky」収録。メンバー全員が作詞、及び作曲を行っている。特にドラムの佐藤ケンケンは本アルバムで初の作詞・作曲を担当。ドラマーが作詞、及び作曲をおこなうのはPlastic Treeでも初めてのことである。
「変化」と「原点」という相反するテーマをもっている。
本作が8割近く完成しつつあった2010年12月、ヴォーカルの有村が難病ギラン・バレー症候群を発症。療養期間を挟み、回復後に完成されたアルバム。後半の3曲「さびしんぼう」、「〜作品「ammonite」〜」、「ブルーバック」は、有村の退院後に完成した楽曲である。特に「さびしんぼう」は有村の回復後に、全面的に歌詞が書き換えられており、有村自身の闘病の経験が反映された楽曲となった。
タワーレコードでは「日常と地続きの幻想性、夜間にひとりで思考を空転させているかのような、現実から少し浮いた空気感のある作品」と評価されている。

## 収録曲

### 通常盤
1. Thirteenth Friday [6:44][1]
  - 作詞：長谷川正、作曲：有村竜太朗

全編英語歌詞の楽曲。シューゲイザーサウンドを全面に押し出した楽曲[5]。
  - もともとは2010年8月に行われた日本武道館ライブ「テント②」にて、SEとして流すために製作された[5]。もともとライブのSEとして使用していたMy Bloody Valentineの「Only Shallow」を意識して作られた[5]。
  - アルバム初収録曲としては初めてMVが制作された。
2. ムーンライト――――。 (アンモナイト版) [4:44][1]
  - 作詞：有村竜太朗、作曲：有村竜太朗・長谷川正

29thシングル。イントロがシングル版と異なる。
日本テレビ系『小熊のベア部屋』2010年7月度エンディングテーマ。
3. 退屈マシン [3:27][1]
  - 作詞・作曲：ナカヤマアキラ
4. みらいいろ (アンモナイト版) [4:09][1]
  - 作詞：有村竜太朗、作曲：長谷川正

30thシングル。
テレビ東京系アニメ『遊☆戯☆王5D's』第5期エンディングテーマ。
5. 雪月花 [4:01][1]
  - 作詞：佐藤ケンケン、作曲：有村竜太朗

ドラム・佐藤ケンケンの初作詞曲。
6. アイラヴュー・ソー [3:25][1]
  - 作詞・作曲：有村竜太朗
7. アリア [4:55][1]
  - 作詞：長谷川正、作曲：ナカヤマアキラ
8. デュエット [5:06][1]
  - 作詞・作曲：ナカヤマアキラ

プログレッシブ・ロックの特徴を全面に押し出した楽曲[4]。
9. バンビ (アンモナイト版) [5:18][1]
  - 作詞：有村竜太朗、作曲：長谷川正

29thシングル「ムーンライト――――。」のカップリング曲。イントロがシングル版と異なる。
詞は、有村が亡き父へ宛てて書かれたもの。曲は、ザ・スミスの「This Charming Man」を意識して作られた[4]。
10. さびしんぼう [5:02][1]
  - 作詞・作曲：有村竜太朗

ボーカル有村のギラン・バレー症候群から回復後に、大幅に歌詞を書き換えられた[6]。
11. 〜作品「ammonite」〜 [1:45][1]
  - 作曲：Plastic Tree

インストゥルメンタル曲。
12. ブルーバック [5:38][1]
  - 作詞：有村竜太朗、作曲：佐藤ケンケン

ドラム・佐藤ケンケンの初作曲。
エレクトロっぽい浮遊感のある楽曲[7]。アルバム『アンモナイト』を締めくくる1曲。1曲目「Thirteenth Friday」とはまた異なる浮遊感があり、余韻が残る作りになっている[8]。
13. spooky [3:07][1]
  - 作詞・作曲：長谷川正

ボーナストラック。通常盤のみに収録。
「ブルーバック」で締めくくられた全12曲のアルバム構成に、急遽追加された楽曲。ライブでの演奏感を残すことを意識して作られた[8]。
他のアルバム収録曲とは異なる、グランジ、オルタナ感のある楽曲。アルバムの流れを「ブルーバック」で完結させたうえで、「騒々しさや混沌とした部分を露骨に出した曲」をあえて追加している[8]。

### 初回限定盤
CD
1. Thirteenth Friday [6:44][2]
2. ムーンライト――――。 (アンモナイト版) [4:44][2]
3. 退屈マシン [3:27][2]
4. みらいいろ (アンモナイト版) [4:09][2]
5. 雪月花 [4:01][2]
6. アイラヴュー・ソー [3:25][2]
7. アリア [4:55][2]
8. デュエット [5:06][2]
9. バンビ (アンモナイト版) [5:18][2]
10. さびしんぼう [5:02][2]
11. 〜作品「ammonite」〜 [1:45][2]
12. ブルーバック [5:38][2]

DVD
1. Thirteenth Friday Music Clip
2. 月世界旅行〜アジア編〜 オフショット映像